# Jack Marshall

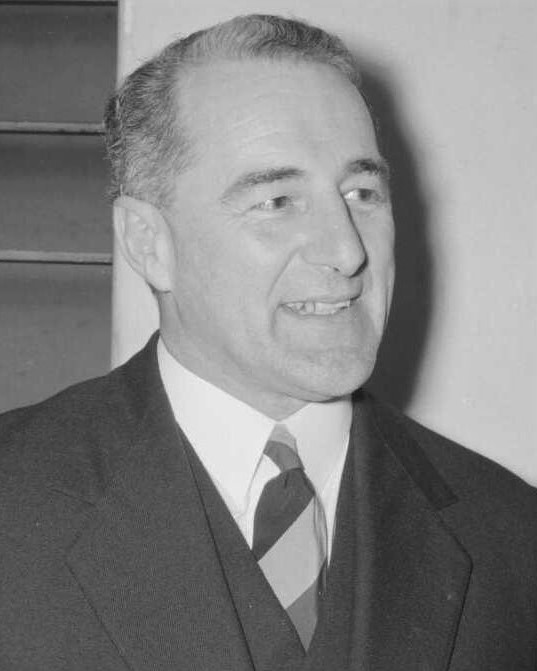
Jack Marshall en 1957

Sir John Ross Marshall GBE CH ED PC (5 de marzo de 1912 - 30 de agosto de 1988), comúnmente conocido como Jack Marshall, fue un político neozelandés del Partido Nacional. Ingresó al Parlamento de Nueva Zelanda en 1946 y fue ascendido al Gabinete en 1951. Después de fungir por doce años como vice primer ministro, se desempeñó como 28.º primer ministro de Nueva Zelanda desde febrero hasta diciembre de 1972, tras la renuncia de Keith Holyoake.
El Segundo Gobierno Nacional, en el cargo desde 1960, parecía agotado y fuera de contacto, y en el momento del nombramiento de Marshall, parecía encaminado a una fuerte derrota electoral. Después de la victoria del Partido Laborista en las elecciones generales de 1972, Marshall se convirtió en líder de la oposición. Estaba decidido a permanecer como líder del Partido Nacional, pero en julio de 1974 fue sucedido por Robert Muldoon.
La cortesía de Marshall era bien conocida, y a veces lo apodaron Gentleman Jack. No le gustaba el estilo agresivo de algunos políticos, prefiriendo un enfoque más tranquilo y menos conflictivo. Estos rasgos a veces fueron mal interpretados como debilidad por sus oponentes. Marshall creía firmemente en el sentido común y el pragmatismo, y no le gustaba lo que consideraba populismo en otros políticos de su época.